# Touwtjesmosfamilie
De touwtjesmosfamilie (Anomodontaceae) is een familie van breedbladige mossen uit de orde Hypnales. De geslachten van deze familie waren vroeger opgenomen in de thujamosfamilie (Thuidiaceae) en pas onlangs daarvan gescheiden.

## Determinatie
De touwtjesmosfamilie omvat kleine tot middelgrote mossen met onregelmatig vertakte stammen en meestal gebogen takken. Bladeren zijn meestal ovaal, kort toegespitst, gekarteld aan de top, met een enkele of zelden dubbele bladnerf. Bladcellen zijn isodiametrisch tot ruitvormig of kort rechthoekig. Sporofyten hebben een lange seta met een rechtopstaande, eivormige tot cilindrische sporenkapsels.

## Systematiek
Die touwtjesmosfamilie omvat wereldwijd 29 soorten die zijn ondergebracht in 6 geslachten:
- Anomodon, 20 soorten
- Bryonorrisia, 1 soort in India
- Chileobryon, 1 soort in Chili
- Curviramea, 1 soort in Mexico
- Herpetineuron, 2 soorten
- Schwetschkeopsis, 4 soorten